# Trachelas nigrifemur
Espèce
Trachelas nigrifemur est une espèce d'araignées aranéomorphes de la famille des Trachelidae.

## Distribution
Cette espèce est endémique de Colombie.

## Publication originale
- Mello-Leitão, 1941 : Catalogo das aranhas da Colombia. Anais da Academia Brasileira de Ciências, vol. 13, p. 233-300.